# Tinissa philippinensis
Tinissa philippinensis är en fjärilsart som beskrevs av Robinson 1976. Tinissa philippinensis ingår i släktet Tinissa och familjen äkta malar.
Artens utbredningsområde är Filippinerna. Inga underarter finns listade i Catalogue of Life.